# گروه ریوا
گروه ریوا (انگلیسی: Gruppo Riva) شرکت فولاد ایتالیایی است، که در سال ۱۹۵۴ توسط برادران ریوا تأسیس شد.